# Пивница под Баранами
„Пивнѝца под Барана̀ми“ (на полски: Piwnica pod Baranami) е литературно кабаре, основано през 1956 г. в Краков, в което създават песни, кратки сценични форми, пленерни експозиции.

## История
Кабарето е основано през 1956 година в мазето (на полски piwnica) на двореца „Под Баранами“ от Пьотр Скшинецки и няколко студенти от университета в Краков. Сред основателите му са Бронислав Хромии Кшищоф Пендерецки. Официалното откриване е на 26 май 1956 г. Първоначалният замисъл е да се използва като място за срещи на краковските студенти.
Сред първите участници в изявите, организирани в „Пивница под Баранами“, са Пьотр Скшинецки, Йоанна Олчакувна (Joanna Olczakówna), Барбара Навратович (Barbara Nawratowicz), Кшищоф Литвин (Krzysztof Litwin), Тадеуш Квинта (Tadeusz Kwinta), Мечислав Швенчицки (Mieczysław Święcicki), Мирослав Облонски (Mirosław Obłoński), Веслав Димни (Wiesław Dymny), Кика Леличинска (Kika Lelicińska), Ирена Шашкевичова (Irena Szaszkiewiczowa), Ян Гюнтер (Jan Güntner), Йоанна Плевинска (Joanna Plewińska), Йежи Ветулани (Jerzy Vetulani), Мария Новотарска (Maria Nowotarska). Литературен ръководител е Янина Гарицка (Janina Garycka), определяна като „мозъкът и душата на Пивница“. Тя и Кажимеж Вишняк (Kazimierz Wiśniak) са създатели и на сценографията.
В определен период в „Пивница под Баранами“ концертират джаз групите на Кшищоф Комеда (Krzysztof Komeda) и Анджей Курилевич (Andrzej Kurylewicz).
А през шестдесетте години там се изявяват: Ева Демарчик (Ewa Demarczyk), която заедно с композитора Зигмунт Конечни (Zygmunt Koniecznym) налага кабаретния жанр в цяла Полша, поетът и певец Лешек Длугош (Leszek Długosz), композиторите Станислав Радван (Stanisław Radwan) и Анджей Зарицки (Andrzej Zarycki), художничката и актриса Кристина Захватович (Krystyna Zachwatowicz).
През шестдесетте и седемдесетте години са създадени най-добрите произведения, а групата на „Пивница под баранами“ си извоюва името на една от най-добрите артистични групи. Текстовете са с най-различна тематика и настроение: от „Песен на песните“, през интервю с Ариадна Герек до описание на размножаването на охлювите, заето от стара енциклопедия.
След 1976 г. много от артистите напускат „Пивница под Баранами“: Ева Демарчик, Кристина Захватович, Мирослав Облонски, Кшищоф Литвин, Мечислав Швенчицки. Пьотр Скшинецки приема на тяхно място много нови лица – Алексей Авдеев, Анна Шалапак, Халина Виродек, Ола Маурер, Анджей Май, Марек Грехута, Яцек Войчицки, Гжегож Турнау, Тамара Калиновска, Ева Внукова, Кшищоф Яницки, Беата Риботицка, Малгожата Горнишевич, Збигнев Рай, Лешек Войтович и Конрад Мастила. С монолози и сгъваема червена трибуна се изявява и Анджей Вархал.
Наред с познатите композитори Збигнев Прайснер (Zbigniew Preisner), Гжегож Турнау (Grzegorz Turnau), Ян Канти Павлушкевич (Jan Kanty Pawluśkiewicz) и Збигнев Рай (Zbigniew Raj), музика създават и новите имена – Адриан Конарски (Adrian Konarski), Дорота Шлензак (Dorota Ślęzak) и Томаш Кмечик (Tomasz Kmiecik).
Кръглите годишнини от създаването на кабарето – 1966, 1972, 1976, 1986, 1996, 2006, се отбелязват с шумни празненства под различна форма. В традиция се превръща и празнуването на рождения ден на Пьотр Скшинецки, отбелязван след смъртта му с концерти в театър „Юлиуш Словацки“ в Краков.
След смъртта на Пьотр Скшинецки (1997) Сдружението на приятелите на „Пивница под баранами“ и актьорите от кабарето решават на общо събрание, че то ще продължи на съществува. За художествен директор е избран Марек Пацула (Marek Pacuła), който изпълнява тази функция до 2010 година, когато след остър конфликт Пацула се разделя с кабарето. Днес за финансовите и битови въпроси на кабарето отговаря Сдружението на артистите и симпатизантите на „Пивница под Баранами“, ръководено от архитект Кристина Стирна-Барткович, избрана за председател на сдружението на Общо събрание на 12 май 2010.

## Джаз в „Пивница под Баранами“
В края на петдесетте години „Пивница под Баранами“ се превръща в център на джаза в Полша. Тук свирят: Йежи Матушкевич, Анджей Тшасковски, Кшищоф Комеда, Анджей Курилевич, Ян Пташин Врублевски, Анджей Домбровски, Войчех Кароляк, Збигнев Намисловски, тук пее и Ванда Варска.
През шестдесетте години в „Пивница под Баранами“ се провеждат концерти на: Томаш Станко, Збигнев Сейферт, Януш Муняк, Ян Ярчик, Януш Стефански, а през седемдесетте и осемдесетте на: „Beale Street Band“, „Playing Family“, „Sun Ship“, Владислав Сендецки, Ярослав Шметана, Кшищоф Шчерански, Анджей Цудзих, Марек Балата, Jazz Band Ball Orchestra и група Осиан.
Тази традиция се завръща през 1996 г., когато се организира Летен джаз фестивал в „Пивница под баранами“. През 2000 г. Александър Глондис организира първия концерт „Елингтън по краковски“ (Ellington po krakowsku), в който произведенията на Дюк Елингтън се изпълняват от музикантите на „Пивница под баранами“: Гжегож Турнау, Ян Канти Павлушкевич, Збигнев рай, Анджей Зарицки. От началото на 2007 е възобновен и Джаз клуб под баранами – Old Jazz Swinging Stars (групата свири в четвъртък), ръководен от Марек Анджей Михаляк.

## Артистите от „Пивница под Баранами“
Освен изброените по-горе музиканти в „Пивница под баранами“ се изявяват и: Бронислав Хроми, Ришард Чечел, Анна Димна, Мариан Дженджел, Мариан Ейл, Юзеф Клуза, Збигнев Кшонжек, Чеслав Милош, Славомир Мрожек, Ян Новицки, Агнешка Ошецка, Кшищоф Пендерецки, Кристина Шчепанска-Май, Анджей Шчеклик, Дорота Тераковска, Елбета Товарницка, Йежи Турович, Анджей Вайда, Кажимеж Вишняк, Лешек Вуйтович.
Колекцията от картини на „Пивница под Баранами“ включва два портрета на Йежи Леополд Файнер (Jerzy Leopold Feiner) – портрет на Пьотр Скшинецки със Себастиан Кудас и портрет на млада девойка.
В обедните и следобедни часове артистите от кабарето се срещат в бар Vis-à-vis (недалеч от „Пивница“).
През 2006 г. Институтът за национална памет информира, че в миналото за артистите от „Пивница под баранами“ са писали 10 – 12 тайни сътрудници на Службите за сигурност на Полската народна република, като най-активен е бил Михал Роникер (Michał Ronikier) с псевдоним Зигмунт. На тази тема е посветена книгата на Станислав Янковски и Йоланта Дружинска „Вечеря с доносник. Пивница под баранами в документите на Службите за сигурност“.

## Книги за „Пивница под Баранами“
- Zbigniew Łagocki, Piwnica, Polskie Wydawnictwo Muzyczne, Kraków 1968
- Joanna Olczak-Ronikier, Piwnica pod Baranami, Wydawnictwo Tenten, Warszawa 1994, wznowienie Prószyński i S-ka 2002, ISBN 83-7337-267-9.
- Joanna Olczak-Ronikier, Piotr, Wydawnictwo Literackie 1998, ISBN 83-08-02861-6.
- Zbigniew Łagocki, Maria Pyrlik, Leszek Wójtowicz, Dom na Groblach. Rzecz o Janinie Garyckiej, Piotrze Skrzyneckim i Piwnicy pod Baranami, Wydawnictwa Artystyczne i Filmowe, Warszawa 2003
- Jolanta Drużyńska, Stanisław M. Jankowski, Kolacja z konfidentem. Piwnica pod Baranami w dokumentach Służby Bezpieczeństwa, Kraków 2006, koedycja: Przedsięwzięcie Galicja, ISBN 83-920860-48, Wydawnictwo Arkadiusz Wingert, ISBN 83 – 918940.
- Wacław Krupiński, Głowy piwniczne, Wydawnictwo Literackie 2007, ISBN 978-83-08-04103-1.
- Barbara Nawratowicz, Piwnica pod Baranami. Początki i rozwój (1956 – 1963), Wydawnictwo Petrus, Kraków 2010
- Barbara Nawratowicz, Kabaret „Piwnica pod Baranami“. Fenomen w kulturze PRL, Wydawnictwo Petrus, Kraków 2012, ISBN 978-83-7720-110-7.
- Janusz R. Kowalczyk, Wracając do moich Baranów, Wydawnictwo Trio, Warszawa 2012, ISBN 978-83-7436-291-7.
- Adam Jaźwiecki, Jan Kochańczyk, Nie ma życia bez romansu. Mieczysław Święcicki i Piwnica pod Baranami, Wydawnictwo Videograf, Chorzów 2013, ISBN 978-83-7835-183-2.
- Leszek Długosz, Pod Baranami. Ten szczęsny czas..., Wydawnictwo Zysk i S-ka, 2016, ISBN 978-83-65521-26-2.

## Филмови материали за „Пивница под Баранами“
Антони Краузе (Antoni Krauze) създава филм в четири части със заглавие „Piwnica pod Baranami Piotra Skrzyneckiego“.
- Част I: Przychodzimy, odchodzimy (1956 – 1964)
- Част II: Grande Valse Brillante (1964 – 1976)
- Част III: Dezyderata (1976 – 1989)
- Част IV: Ta nasza młodość (1989 – 1996)

## Дискография
- Piosenki piwnicznych kompozytorów Vol. 1 (1992)
- Piosenki piwnicznych kompozytorów Vol. 2 (1993)
- Koncert 40-lecia Kabaretu „Piwnica pod Baranami“ (1996)
- Złota kolekcja. Przychodzimy, odchodzimy (2000)
- Piwnica pod Baranami (6 CD) (2001)
- Piosenki piwnicznych kompozytorów Vol.1+2 (2004)
- Świątecznie (2007)